# Nelson Cuevas
Nelson Cuevas, född 10 januari 1980 i Asunción, är en fotbollsspelare från Paraguay.
Han gjorde i Fotbolls-VM 2006 det andra målet i Paraguays match mot Trinidad och Tobago. Dock hjälpte det inte utan Paraguay blev utslaget ur turneringen. Är i och med två mål i VM 2002 och ett i VM 2006 Paraguays bästa VM-målskytt genom tiderna. 